# Cristina Masanés Casaponsa
Cristina Masanés Casaponsa   (Manresa, 1965) és una filòsofa i escriptora catalana.
Llicenciada en Filosofia per la Universitat de Barcelona i Màster en Estudis de Gènere per la Universitat de València, viu a l'Alt Empordà des de fa més de trenta anys. Escriu sobre cultura i territori a diversos mitjans de comunicació com Descobrir Catalunya, Sàpiens, El Temps de les Arts, Mirador de les Arts, Alberes i Revista de Girona.
A part de les obres publicades, ha col·laborat en el catàleg Dalí. Afinidades electivas (Barcelona: 2004) i Germaine Gargallo: cos, pintura i error (Girona: Llibres del Segle, cop. 2014). En aquest llibre es relata el periple vital de Germaine Gargallo, la dona per la qual es va suïcidar Carles Casagemas, amant del jove Picasso, i esposa de Ramon Pichot. També ha escrit Lídia de Cadaqués. Crònica d'un deliri, Eroica, publicada per l'Avenç el 2021 i ha col·laborat amb nombrosos textos per a catàlegs de diferents exposicions.
Col·labora amb diferents institucions culturals i ha estat curadora d'exposicions que s'han presentat al Museu de l'Empordà, Museu de Granollers, Casa de Cultura de Girona, Palau Robert de Barcelona i a la Xarxa de Museus d'Art de Catalunya.

## Premis
- 1998 - Recvll de Blanes en la modalitat de retrat literari[13]
- 2008 - Carles Rahola de Cadaqués, per l'article “La dona que va fascinar Dalí. Delirant i torbadora història de Lidia de Cadaqués”
- 2009 - Premi Triangle Rosa (2009)[14]
- 2013 - Carles Rahola de Cadaqués, per l'article "Anys de guerra a Cadaqués"
- 2024 - Premi Ciutat de Barcelona de Literatura en llengua catalana, per Marxarons. Viatge pels cims i les valls del llenguatge.[15]